# Дмитрий Муханов
Дмитрий Илич Муханов (на руски: Дмитрий Ильич Муханов) е руски офицер, ротмистър. Участник в Руско-турската война (1877-1878).

## Биография
Дмитрий Муханов е роден на 14 юли 1852 г. в Санкт Петербург. Семейството е на потомствен дворянин генерала от пехотата Иля Муханов и Елизавета Валуева. Ориентира се към военното поприще. Завършва Пажеския военен корпус. Действителна военна служба започва с производство в първо офицерско звание корнет в Кавалергардския полк (1871). Повишен е във военно звание поручик от 1875 г. Назначен е за адютант на главнокомандващия на Гвардейските части в Санктпетербургския военен окръг Великия княз Николай Николаевич (1876).
Участва в Руско-турската война (1877-1878). Бие се храбро при форсирането на река Дунав при Свищов. Награден е с орден „Света Ана“ III степен с мечове и бант. Отличава се в състава на Сборен отряд при първото освобождение на Ловеч на 5 юли 1877 г. Награден е със златно оръжие „За храброст“ (1877). Участва в третата атака на Плевен и е награден с орден „Свети Владимир“ IV степен с мечове и бант. Известен е в армията с пословичната си храброст. Повишен е във военно звание щабротмистър от 1878 г.
След войната е назначен за личен адютант на Великия княз Николай Николаевич (1880). Повишение във военно звание ротмистър и служи в гвардейската кавалерия (1881).
Умира на 22 октомври 1882 г. в Санкт Петербург.